# Rachim Čachkijev
Rachim Ruslanovič Čachkijev (rusky Рахим Русланович Чахкиев, * 11. ledna 1983 v Tobolsku, SSSR) je ruský bývalý profesionální boxer, nastupující v křížové váze.
Je olympijským vítězem v z her 2008 v Pekingu, kde startoval v těžké váze. O rok dříve získal stříbrnou medaili na amatérském mistrovství světa v Chicagu. Na obou turnajích byl jeho finálovým soupeřem Clemente Russo.
Profesionální kariéru započal v říjnu 2009 a je držitelem stříbrného pásu organizace WBC. Svojí jedinou porážku si připsal v boji o titul mistra světa stejné organizace.
Je vysoký 183 cm a je levák.

## Medaile z mezinárodních amatérských soutěží
- Olympijské hry – zlato 2008 (těžká váha)
- Mistrovství světa – stříbro 2007 (těžká váha)

## Profibilance
29 utkání – 26 vítězství (18× k.o.) – 3 porážky
| Výsledek | Bilance | Soupeř                  | Typ výsledku     | Kolo     | Datum      | Místo konání                                 | Poznámka                                            |
| výhra    | 1-0     | Tajar Mehmed            | KO               | 2. ze 4  | 10.10.2009 | Stadthalle, Rostock, Německo                 | profesionální debut                                 |
| výhra    | 2-0     | Denis Solomko           | KO               | 2. ze 4  | 21.11.2009 | Sparkassen-Arena, Kiel, Německo              |                                                     |
| výhra    | 3-0     | Igor Pylypenko          | TKO              | 2. ze 6  | 19.12.2009 | Sport and Congress Center, Schwerin, Německo |                                                     |
| výhra    | 4-0     | Rene Huebner            | ukončení po kole | 4. ze 6  | 17.4.2010  | Bordelandhalle, Magdeburg, Německo           |                                                     |
| výhra    | 5-0     | Slavomír Selický        | KO               | 1. ze 6  | 24.4.2010  | Sporthalle, Hamburk, Německo                 |                                                     |
| výhra    | 6-0     | Lukasz Rusiewicz        | body (3:0)       | 6 kol    | 3.7.2010   | Porsche-Arena, Stuttgart, Německo            |                                                     |
| výhra    | 7-0     | Chris Thomas            | KO               | 1. z 8   | 19.11.2010 | Universum Gym, Hamburk, Německo              |                                                     |
| výhra    | 8-0     | Lukasz Rusiewicz        | body (3:0)       | 8 kol    | 4.12.2010  | Sport and Congress Center, Schwerin, Německo |                                                     |
| výhra    | 9-0     | Alex Mogylewski         | TKO              | 1. z 8   | 26.3.2011  | Universum Gym, Hamburk, Německo              |                                                     |
| výhra    | 10-0    | Harvey Jolly            | KO               | 3. ze 4  | 9.4.2011   | MGM Grand, Las Vegas, Spojené státy americké |                                                     |
| výhra    | 11-0    | Michael Simms           | KO               | 4. z 10  | 24.9.2011  | Dima-Sportcenter, Hamburk, Německo           |                                                     |
| výhra    | 12-0    | Alexandr Kotlobaj       | body (3:0)       | 10 kol   | 28.1.2012  | Grand Elysée, Hamburk, Německo               | WBC – Baltický titul v křížové váze, vyzyvatel      |
| výhra    | 13-0    | Jaidon Codrington       | KO               | 1. z 10  | 21.4.2012  | Sport and Congress Cente, Schwerin, Německo  | WBC – Baltický titul v křížové váze, obhájce        |
| výhra    | 14-0    | Zack Page               | TKO              | 6. z 8   | 11.5.2012  | EWS Arena, Göppingen, Německo                |                                                     |
| výhra    | 15-0    | Epifanio Mendoza        | KO               | 9. z 10  | 12.10.2012 | O2 World Arena, Hamburk, Německo             | WBC – Baltický titul v křížové váze, obhájce        |
| výhra    | 16-0    | Andres Taylor           | body (3:0)       | 10 kol   | 10.11.2012 | O2 World Arena, Hamburk, Německo             |                                                     |
| prohra   | 16-1    | Krzysztof Wlodarczyk    | TKO              | 8. z 12  | 21.6.2013  | Palác sportu Dynama, Moskva, Rusko           | WBC – mistr světa v křížové váze, vyzyvatel         |
| výhra    | 17-1    | Giulian Ilie            | KO               | 10. z 10 | 5.10.2013  | Olympijský stadion, Moskva, Rusko            |                                                     |
| výhra    | 18-1    | Juho Haapoja            | TKO              | 9. z 12  | 15.3.2014  | Palác sportu Dynama, Moskva, Rusko           | WBC – stříbrný pás v křížové váze, uvolněný titul   |
| výhra    | 19-1    | Santander Silgado       | body (3:0)       | 12 kol   | 30.5.2014  | Lužniki, Moskva, Rusko                       | WBC – stříbrný pás v křížové váze, obhájce          |
| výhra    | 20-1    | Giacobbe Fragomeni      | KO               | 4. z 12  | 24.10.2014 | Lužniki, Moskva, Rusko                       | EBU – evropský titul v křížové váze, uvolněný titul |
| výhra    | 21-1    | Jackson Junior          | TKO              | 4. z 10  | 28.10.2014 | Lužniki, Moskva, Rusko                       |                                                     |
| výhra    | 22-1    | Valerij Brudov          | KO               | 4. z 10  | 10.4.2015  | Lužniki, Moskva, Rusko                       |                                                     |
| výhra    | 23-1    | Junior Anthony Wright   | KO               | 8. z 12  | 22.5.2015  | Lužniki, Moskva, Rusko                       | IBO – mistr světa v křížové váze, uvolněný titul    |
| výhra    | 24-1    | Hamilton Ventura        | body (3:0)       | 8 kol    | 24.9.2015  | KRC Arbat, Moskva, Rusko                     |                                                     |
| prohra   | 24-2    | Ola Afolabi             | KO               | 5. z 12  | 4.11.2015  | Basketbalová aréna, Kazaň, Rusko             | IBO – mistr světa v křížové váze                    |
| výhra    | 25-2    | Tamas Lodi              | body (3:0)       | 8 kol    | 21.5.2016  | Chodynka, Moskva, Rusko                      |                                                     |
| výhra    | 26-2    | Alejandro Emilio Valori | KO               | 2. z 10  | 9.9.2016   | Křídla sovětů, Moskva, Rusko                 |                                                     |
| prohra   | 26-3    | Maksim Vlasov           | TKO              | 7. z 10  | 3.12.2016  | Chodynka, Moskva, Rusko                      | Mezinárodní pás WBO                                 |